# Extracția mierii

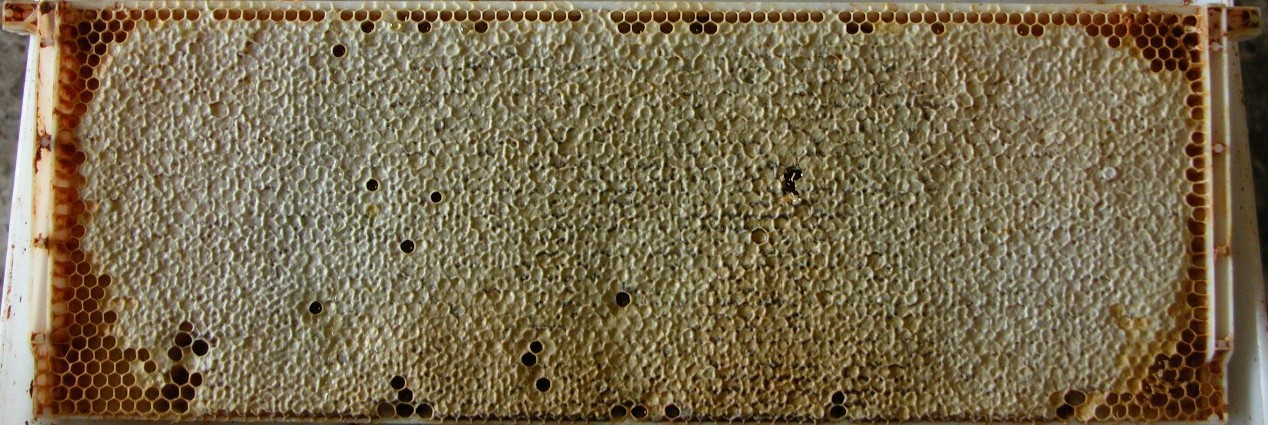
Un cadru umplut complet foarte uniform, înainte de desfacere.

Extracția mierii este procesul central în apicultura de îndepărtare a mierii din fagure, astfel încât să fie izolată într-o formă lichidă pură.

În mod normal, mierea este depozitată de albinele melifere în fagurele lor de ceară de albine; în stupii de albine încadrați, mierea este depozitată pe o structură de lemn numită cadru. Ramele de miere sunt de obicei recoltate la sfârșitul verii, când vor fi cel mai mult umplute cu miere. Pe un cadru complet umplut, celulele vor fi acoperite de albine pentru depozitare; adică fiecare celulă care conține miere va fi sigilată cu un capac din ceară de albine. 

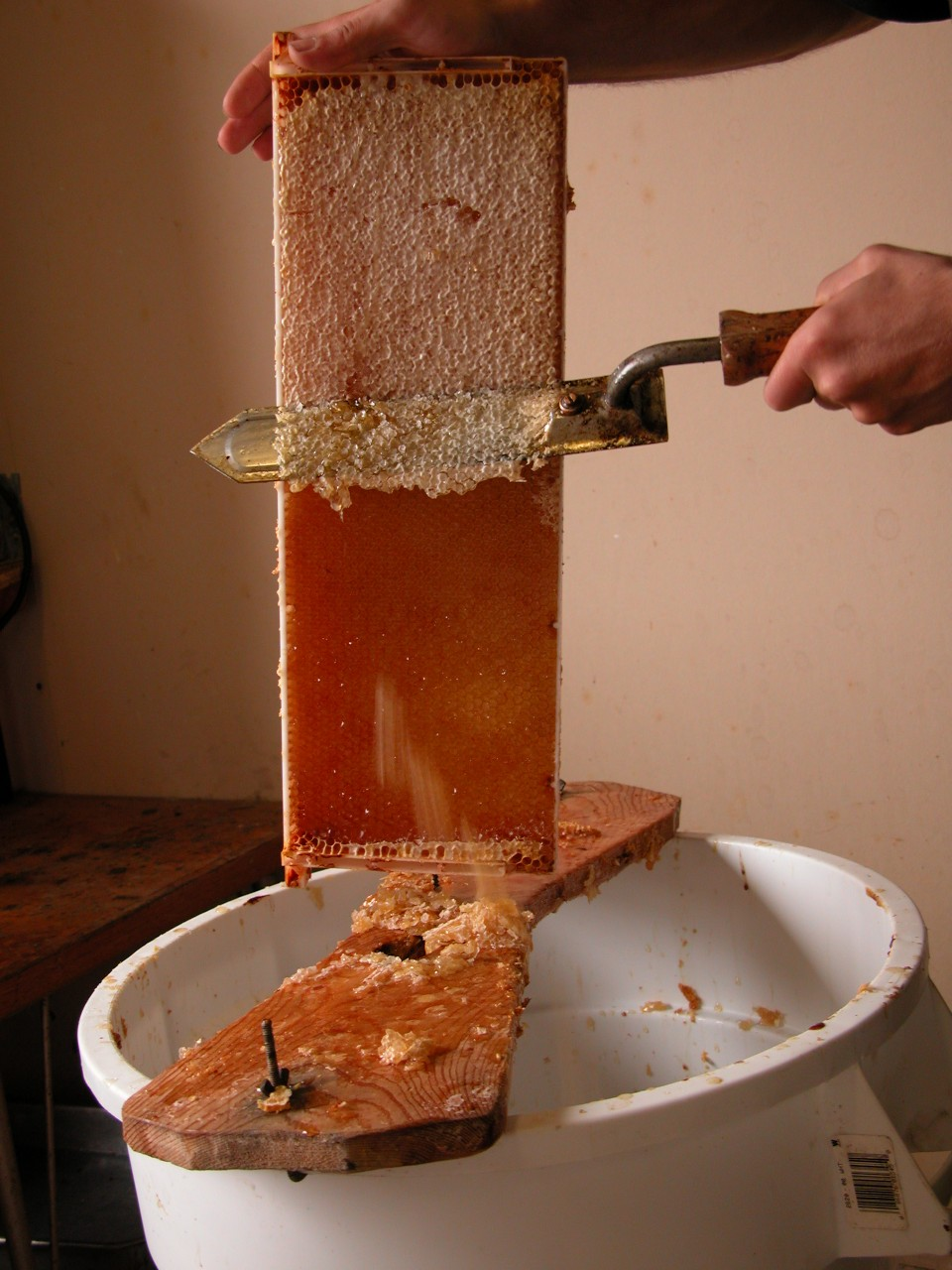
Decapsularea cu un cuțit electric fierbinte pe o cadă de decapsulare.

## Extracția prin centrifugare
Aceasta este utilizată pe scara largă, în special de către apicultorii comerciali. Majoritatea extractoarelor centrifugale nu sunt potrivite pentru piepteni naturali. Această formă de extracție este, prin urmare, strâns asociată cu stupii verticali, care de la mijlocul anilor 1800 au fost cea mai comună varietate de stup și sunt în mod normal dotați cu rame, inclusiv suport artificial. Este nevoie de multă muncă pentru a demonta stupii și a procesa mierea, apoi pentru a curăța mizeria, așa că este obișnuit să se extragă mierea din fiecare stup doar o dată pe an. 
Primul pas în procesul de extracție este spargerea sau îndepărtarea tuturor capacelor. Acest lucru poate fi realizat folosind o mașină automată de decapsulat sau cu un cuțit de decapsulat aciționat manual. De obicei, aceste unelte sunt folosite împreună, împreună cu o furcă de acoperire cu vârfuri. Pentru a facilita tăierea acestor capace de ceară, cuțitul este adesea încălzit. Bucățile de ceară îndepărtate, numite capace, sunt bogate în miere care poate fi scursă încet cu ajutorul unor încălziri. Această „ceară de acoperire” este foarte valoroasă și adesea folosită pentru a face lumânări sau alte produse. Mașinile automate de decapsulat funcționează în mod normal prin abraziunea suprafeței cerii cu lanțuri mobile sau peri sau cuțite fierbinți. Acest lucru, deși dezordonat, face procesul mai ușor decât efectuarea manuală a acestei sarcini.
Unii apicultori vor recolta și (înainte de a desface mierea) propolisul, un material rășinos adunat de albine pentru a lipi ramele între ele; propolisul este folosit pentru presupusele sale proprietăți medicinale.
Odată desprinse, ramele sunt apoi plasate într-un extractor de miere, care le învârte astfel încât cea mai mare parte a mierii să fie îndepărtată prin forța centrifugă. Trebuie avut grijă să vă asigurați că toate ramele sunt încărcate corect, deoarece pieptenele este ușor înclinat în sus pentru a preveni curgerea mierii; dacă este încărcat incorect, acest lucru poate preveni și curgerea mierii în timpul extracției. Odată extrasă, mierea rezultată va conține bucăți de ceară și trebuie trecută printr-o sită, astfel încât să rezulte miere lichidă curată.
Orice miere care nu poate fi recoltată, care include mierea cristalizată rămasă pe rame după extracție, sau mierea care nu este acoperită și, prin urmare, necoaptă, este de obicei plasată înapoi în colonii pentru ca albinele să fie curățate. Unii apicultori plasează cadre umede în exterior, astfel încât să fie recuperată de albine. Acest lucru trebuie făcut dimineața devreme sau seara târziu, deoarece albinele vor recolta în mod agresiv o sursă atât de bogată. Trebuie avut grijă ca acest lucru să se facă într-un moment în care hrana nu este rară, altfel albinele din diferite colonii se vor lupta pentru miere. În plus, acest lucru poate răspândi boala din ramele contaminate și poate fi o problemă potențială; această tehnică nu este recomandată.
Procesul de extracție se face de obicei în interiorul unei încăperi specializate, sau a unei case de miere, care poate fi încălzită (deoarece mierea fierbinte va curge mai repede), cu toate uneltele necesare în apropiere și este lavabilă. Camera trebuie să fie bine sigilată, deoarece albinele (și alte insecte) vor încerca cu nerăbdare să intre și să adune mierea. Este important să ne amintim că mierea este un produs alimentar.
Tabelul de mai jos prezintă procesul de extracție.
| Pașii procesului de recoltare a mierii | Descrierea metodei | Metoda alternativă 1                                                              | Metoda alternativă 2                                                                                 |
| -------------------------------------- | --- | --------------------------------------------------------------------------------- | --- |
| 1                                      | Îndepărtați capacul exterior al stupului din partea de sus a stupului super                                             |                                                                                   | |
| 2                                      | Îndepărtați capacul interior al stupului din partea superioară                                                          |                                                                                   | |
| 3                                      | Dacă nu s-a folosit excluderea reginei, inspectați ramele pentru puiet și eliminați numai ramele care nu sunt cu puiet. | Eliminați numai ramele care sunt 80% acoperite și fără puiet                      | Eliminați toate ramele care au miere, dar fără puiet                                                 |
| 4a                                     | Adăugați panou de fum în partea de sus a stupului pentru a forța albinele să intre în părțile inferioare ale stupului.  | Eliminați super și folosiți o suflantă de aer pentru a alunga albinele de la rame | Eliminați ramele una câte una și îndepărtați manual albinele                                         |
| 4b                                     | Repetați pașii 3 și 4a până când toate superioarele sunt eliminate                                                      |                                                                                   | |
| 5                                      | Transport rame superioare la casa de miere                                                                              |                                                                                   | |
| 6                                      | Încălziți și dezumidificați cadrele în casa de miere timp de 1–2 zile                                                   | Nu faceți nimic                                                                   | |
| 7                                      | Utilizați refractometrul pentru a verifica dacă conținutul de umiditate este sub 18,5%                                  | Nu faceți nimic                                                                   | |
| 8                                      | Îndepărtați capacul de ceară de pe mierea acoperită manual (Uncap)                                                      | Desfaceți mecanic                                                                 | Tăiați miere de fagure                                                                               |
| 9                                      | Încărcați extractorul de miere                                                                                          | Încărcați presa de miere                                                          | Puneți bucăți de miere de fagure pe tava de picurare pentru a scurge mierea de pe marginea tăietoare |
| 10                                     | Porniți motorul extractorului de miere                                                                                  | Rotiți manual manivela extractorului                                              | |
| 11                                     | Rulați procesul de extragere timp de câteva minute                                                                      |                                                                                   | |
| 12                                     | Eliminați cadrele extrase din extractor                                                                                 |                                                                                   | |
| 13                                     | Godați extractorul gol: lăsați mierea colectată să curgă în recipientul de depozitare prin gravitație.                  | Banda de extracție goală: Pompați mierea folosind o pompă mecanică                | |
| 14                                     | Filtrați mierea | Lăsați ceara și alte particule să se depună                                       | Treceți mierea crudă printr-un separator                                                             |
| 15                                     | Nu face nimic |                                                                                   | |
| 16                                     | Sticlă miere | Pachet miere de fagure                                                            | |
| 17                                     | Comercializați și vindeți miere                                                                                         | Folosiți mierea pentru consumul casnic                                            | |